# Croatian Bol Ladies Open 2003
Croatian Bol Ladies Open 2003 — жіночий тенісний турнір, що проходив на відкритих кортах з ґрунтовим покриттям у Болі (Хорватія) . Належав до турнірів 3-ї категорії в рамках Туру WTA 2003. Відбувсь удесяте і тривав з 28 квітня до 4 травня 2003 року. Третя сіяна Віра Звонарьова здобула титул в одиночному розряді й отримала 27 тис. доларів США.

## Фінальна частина

### Одиночний розряд
Віра Звонарьова —  Кончіта Мартінес Гранадос 6–1, 6–3
- Для Звонарьової це був перший титул в одиночному розряді за кар'єру.

### Парний розряд
Петра Мандула /  Патріція Вартуш —  Еммануель Гальярді /  Патті Шнідер 6–3, 6–2